# Egomostro
| Recensione       | Giudizio |
| ---------------- | -------- |
| sentireascoltare | 7.2/10   |

Egomostro è il secondo album in studio del cantautore siciliano Colapesce, pubblicato nel febbraio 2015.

## Il disco
L'album è stato anticipato, il 27 novembre 2014, dalla pubblicazione del nuovo singolo Maledetti italiani, il cui videoclip è realizzato dal collettivo catanese Ground's Oranges con la regia di Zavvo Nicolosi.
Il 7 gennaio 2015 è stata annunciata la pubblicazione del disco, avvenuta il 4 febbraio seguente. 
Il secondo singolo estratto dopo Maledetti italiani è L'altra guancia.
Il disco è stato prodotto da Mario Conte, già collaboratore di Meg, che a sua volta ha lavorato con Colapesce per il singolo Satellite.
Alle registrazioni hanno partecipato tra gli altri Fabio Rondanini (Afterhours), Giuseppe Sindona (Mario Venuti), Vincenzo Vasi (Vinicio Capossela) e Alfredo Maddaluno. Quest'ultimo si è occupato anche dell'artwork. La statuetta che compare sulla copertina è stata realmente messa a punto e non è stata realizzata con il computer.
Per quanto riguarda le sonorità dell'album, il cantautore ha dichiarato di essersi ispirato a Damon Albarn, Mark Hollis, Lucio Battisti, Matia Bazar e Talking Heads.
Il titolo del brano Le vacanze intelligenti è tratto da un episodio del film Dove vai in vacanza? con Alberto Sordi.

## Tracce
1. Entra pure – 0:35
2. Dopo il diluvio – 4:50
3. Reale – 3:23
4. Sottocoperta – 3:32
5. Egomostro – 3:13
6. Le vacanze intelligenti – 3:58
7. L'altra guancia – 4:25
8. Copperfield – 3:47
9. Brezsny – 2:45
10. Sold Out – 4:01
11. Mai vista – 3:37
12. Maledetti italiani – 4:11
13. Passami il pane – 3:21
14. Vai pure – 0:38

## Formazione
- Lorenzo Urciullo - voce, cori, chitarre acustiche, chitarre elettriche, sintetizzatori, percussioni, drum programming
- Mario Conte - drum programming, sintetizzatori, Rhodes, Wurlitzer, Hammond, Vox, Bontempi
- Giuseppe Sindona - basso
- Alfredo Maddaluno - sintetizzatori, piano, batteria, drum programming, Vibraphonette, Marxophone, sega musicale
- Fabio Rondanini - batteria e percussioni
- Vincenzo Vasi - theremin, sintetizzatore, flauto a naso, glockenspiel
- Alfio Antico - tamburo a cornice
- Gaetano Santoro - sax tenore e baritono
- Roberto Solimando  - trombone
- Alessandro Quintavalle - rumori analogici e musicassette
- Marco “Benz” Gentile - violino, viola
- Elisabetta Claudio e Carola Moccia - coro